# Steve Grogan
(en) Statistiques sur pro-football-reference
Steve James Grogan (né le 24 juillet 1953) est un ancien quarterback de football américain des Patriots de la Nouvelle-Angleterre de la National Football League. Grogan a joué pour les Patriots pendant toute sa carrière en NFL, de 1975 à 1990.

## Biographie

### Patriots de la Nouvelle-Angleterre
Sélectionné au 116e rang de la draft 1975 par les Patriots de la Nouvelle-Angleterre, Steve Grogan a participé à cinq reprises aux séries éliminatoires avec la franchise. Comme quarterback titulaire, il y a emmené son équipe en 1976, 1978 et 1982. Il contribue à la saison 1985 des Patriots qui se concluent par une défaite contre les Bears de Chicago au Super Bowl. Touché par de nombreuses blessures en fin de carrière, il continue à jouer malgré tout, gagnant le respect de ses coéquipiers.
Steve Grogan bat de nombreux records de la franchise au cours de sa carrière avec 26 886 yards d'avancée à la passe, record tenu jusqu'en 2007, 182 touchdowns marqués à la passe et 35 à la course. La saison 1976 est marquée par ses 12 touchdowns à la course.